# Lundin & Lindberg
Lundin & Lindberg AB, L&L, var ett metallvaruföretag i Eskilstuna. Företaget grundades som handelsbolaget Bröderna Lundin & Lindberg 1919 av bröderna K. A Lundin och Ernst Lundin tillsammans med S. J Lindberg. De tre grundarna hade tidigare arbetat på Nickelbolaget AB Gottfrid Carlsson och där blivit skickliga hantverkare. Ernst Lundin avled 1921 och företaget drevs därefter vidare av K. A Lundin och S. J Lindberg ensamma. Verksamheten tog sin början i en tvättstuga på Bergsgatan 17 men redan inom ett par år flyttade bolaget in i hyrda verkstadslokaler på Nygatan 22 och därifrån år 1931 till egna lokaler på Stenmansgatan 6. Företaget ombildades samma år till aktiebolag. 
Man inriktade sig från början på koppar för hushållsändamål och halvfabrikat. När kopparn började vika för aluminium i hushållens tjänst, följde man de nya signalerna och slog alltmer in på denna råvara. Under åren 1930-1942 bestod dock huvudparten av tillverkningen av prydnadssaker i tenn, som till stor del såldes i juveleraraffärerna runt om i landet och blev mycket uppskattade för sin förnäma formgivning överlägsna kvalitet. Lundin & Lindberg var tillsammans med K.E. Ericsson & Co Metallfabriks AB och O.H. Lagerstedt AB framträdande producenter av tennföremål i Eskilstuna. I slutet av 50-talet utgjordes tillverkningen till 50 procent av husgerådsartiklar i aluminium. Det övriga sortimentet bestod av askurnor i oxiderad koppar, diverse legotillverkningar, metalltryckning och verktygstillverkning, framför allt pressverktyg, jiggar och fixturer samt pressade massartiklar i järn och metall.
Efter hand knöts K. A Lundins son Börje och S. J Lindbergs son Gunnar till företaget som chefstjänstemän och 1959, samma år som sitt 40-årsjubileum förvärvades AB Carlsson & Westerberg, C&W, belägen på tomt som gränsar till AB Lundin & Lindbergs lokaler. C&W tillverkade gängtappar, gängsnitt, gängmätverktyg samt legoarbeten av olika slag. Dessutom tog tillverkade företaget excenterpressar och ansvarade för reservdelshållning för svarvar och excenterpressar tillverkade hos Bolinder Munktell.
Senare tillkom hålslag som en viktig egen produkt där företaget blev en ledande leverantör. 
Även Svea Karlsson, dotter till S. J Lindberg och Bengt Lundin, son till K. A Lundin knöts senare till företaget som chefstjänstemän.
Familjerna Lundin och Lindberg drev företagen vidare fram till 1987 då verksamheten avyttrades och senare ombildades och lades ner i olika delar. 